# مایکل روک (شناگر)
مایکل روک (به انگلیسی: Michael Rock) (زادهٔ ۱۳ مارس ۱۹۸۷) شناگر اهل بریتانیا است.